# Cronista

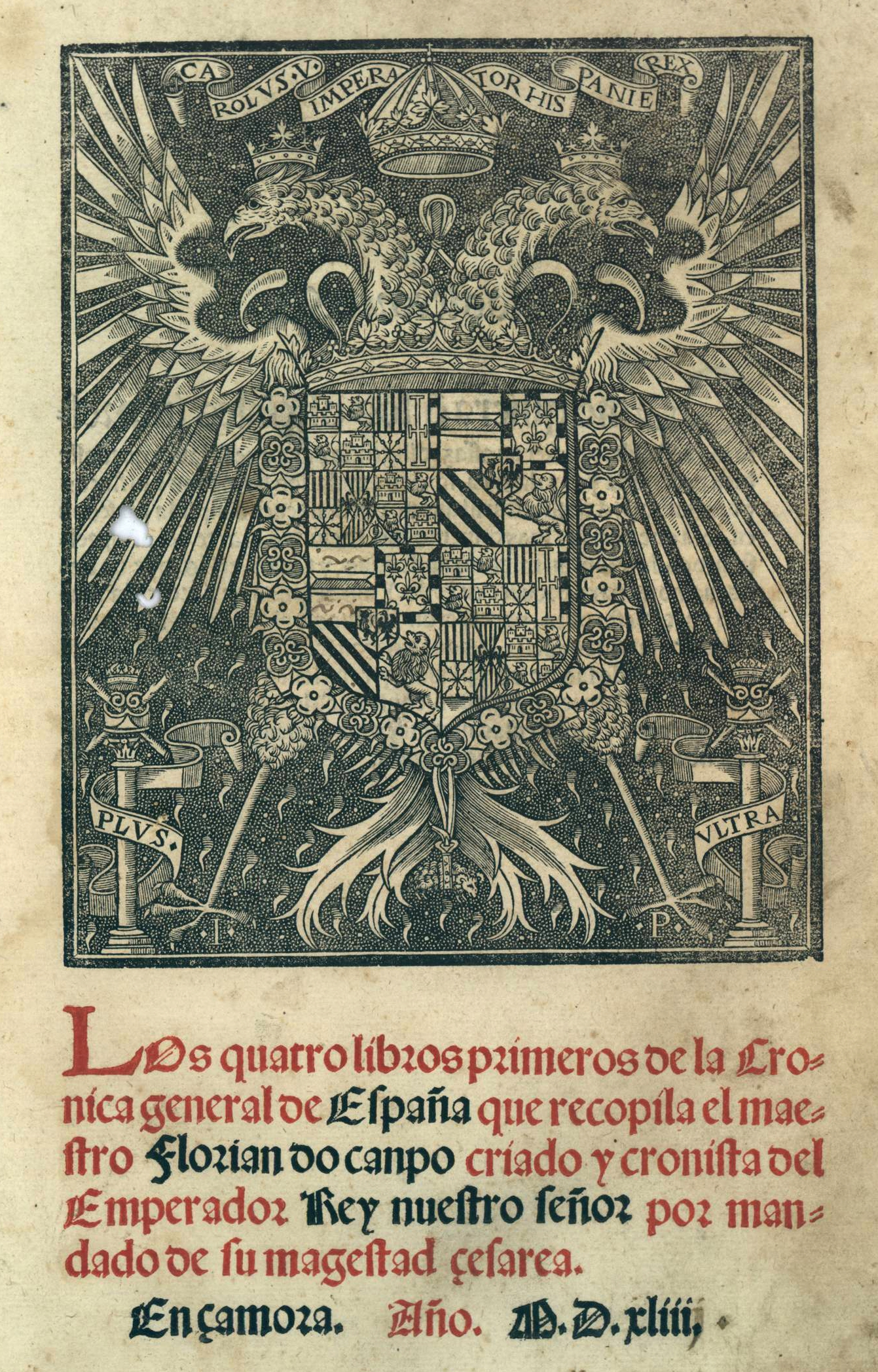
Los primeros cuatro libros de la Cronica general de España que recopila el maestro Florian do canpo criado y cronista del Emperador Rey nuestro señor por mandado de su magestad cesarea. En Zamora. Año. MDxliii. [1543].

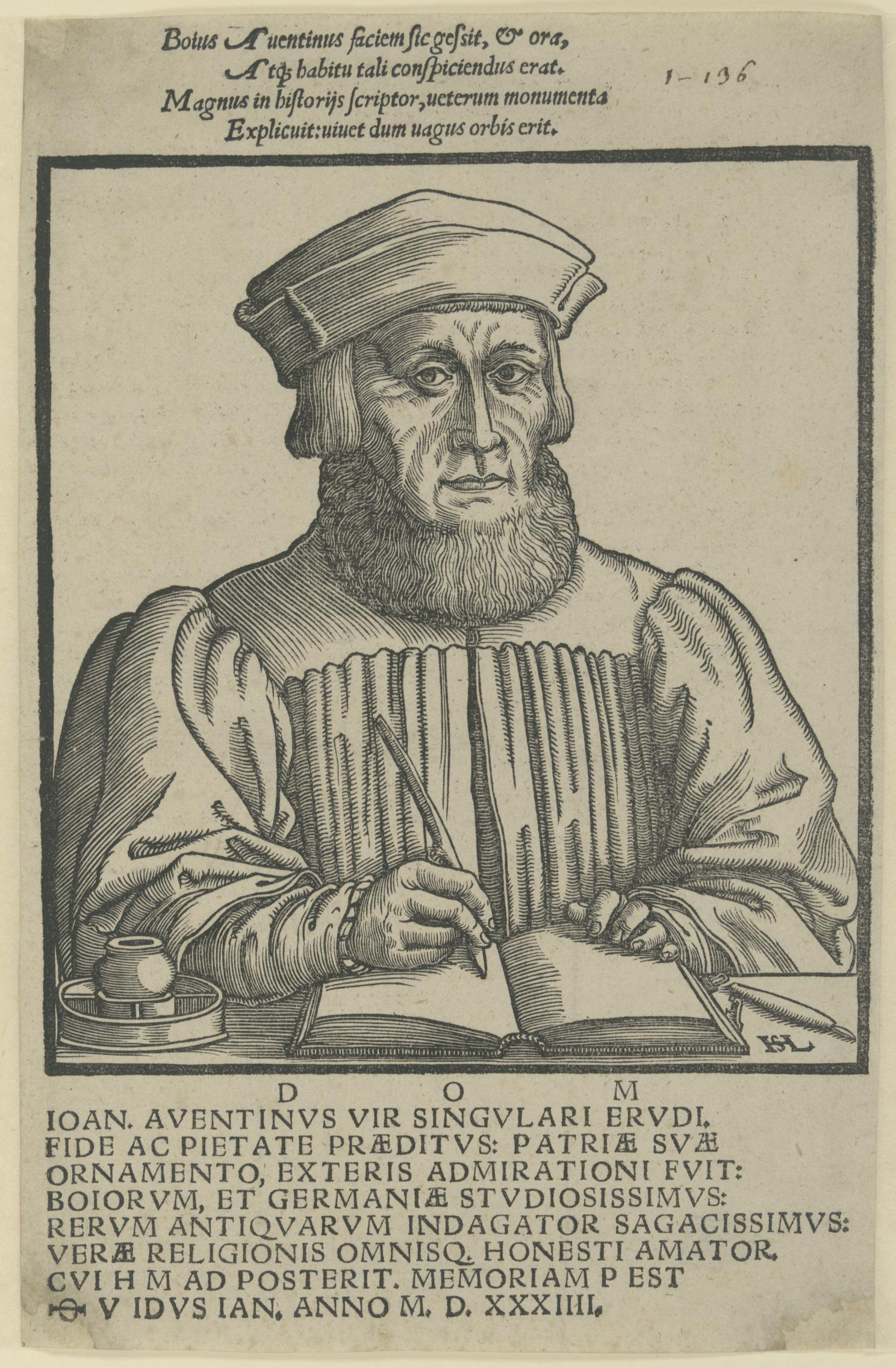
Dedicatio de Annalium Boiorum libri septem, con el retrato de Ioannes Aventinus, 1554.

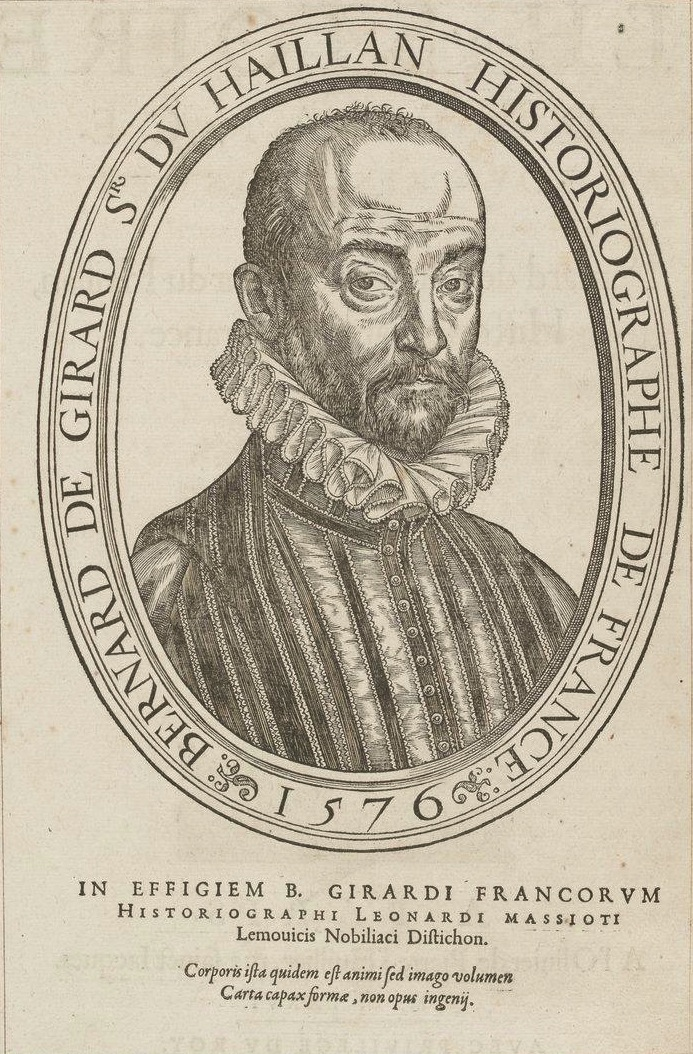
Bernard de Girard [,] S[eigneu]r du Haillan [,] historiographe de France - 1576.

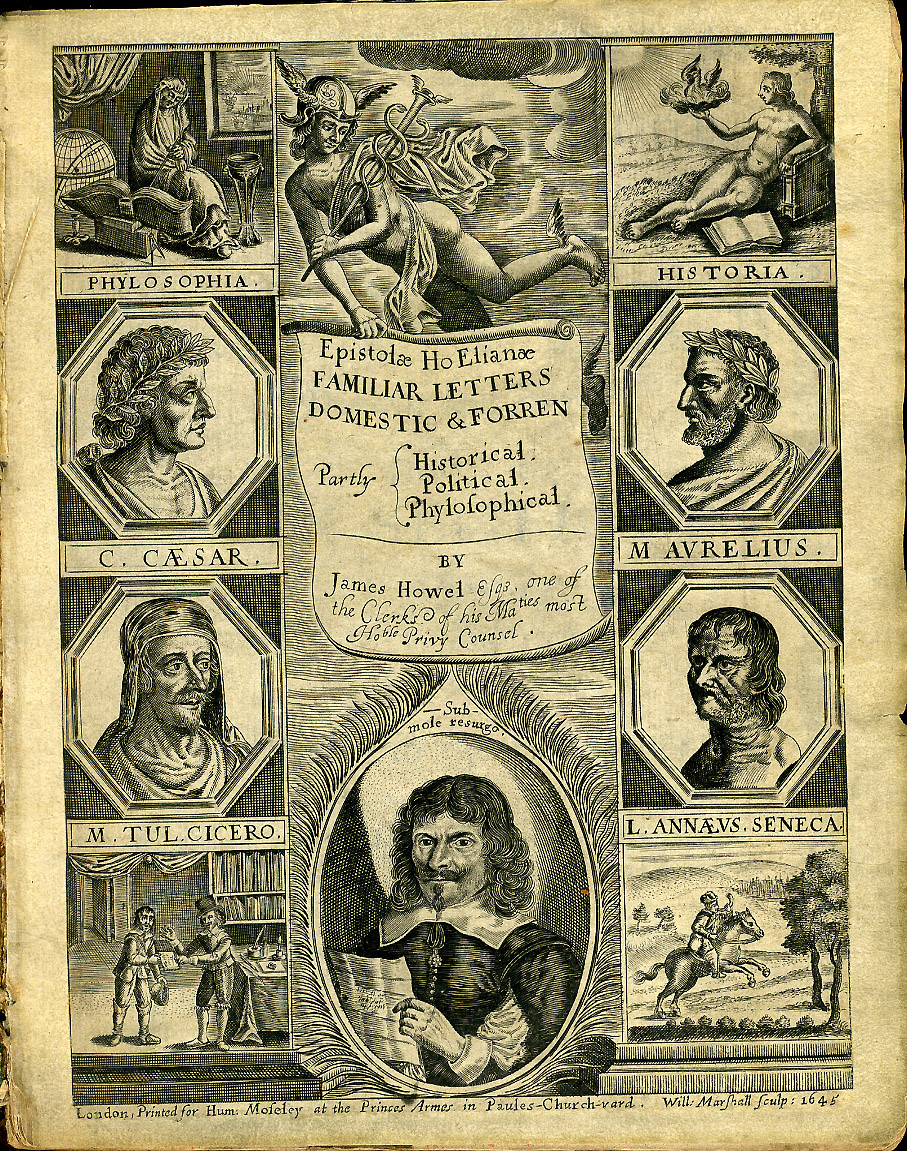
Epistolae HoElianae: Familiar Letters Domestic & Forren, de James Howel[l], edición de 1645.

El término cronista alude al escritor que recopila y redacta hechos de su actualidad dignos de ser recordados, en el género literario que recibe el nombre de crónica. En algunos casos, ocupaba un cargo oficial cuyo cometido era desempeñar tales funciones. Tradicionalmente su cometido ha sido describir cronológicamente hechos dignos de ser recordados, ya que el oficio de historiador tenía una acepción diferente a la de cronista en su estudio del pasado. Posteriormente, el uso del término se refirió a los periodistas que redactan crónicas como género periodístico o a la narración de hechos dignos de ser recordados.

## Cronistas en las Edad Media
Antes de la aparición del periodismo moderno  y la sistematización de la crónica como un género periodístico, se tenía por cronista al escritor que narraba los hechos que consideraba dignos de recuerdo (de "pasar a la historia"), registrados de forma sistemática en el tiempo (por ejemplo, año a año); el término en algunos ámbitos se consideraba casi equivalente a historiador; aunque este último una acepción completamente diferente. A diferencia de los escritores anónimos o conocidos de cantos épicos, los historiadores y cronistas se distinguían por su voluntad de veracidad (al menos por pretenderla, aunque fuera evidente su parcialidad) en sus relatos; que a menudo se remontaban desde los acontecimientos contemporáneos hasta la Antigüedad, de formas más o menos verosímiles.[cita requerida]
Tras las Acta Diurna y los anales de la historiografía romana de época clásica, la historiografía paleocristiana griega y latina (como las Acta martyrum, el Chronicon Paschale u otros Chronicon entre los que están los firmados por Eusebio de Cesarea, Jerónimo de Estridón o Hidacio) concibe la crónica con una clara función: situar la historia humana en el contexto de la progresión lineal desde la creación hasta la segunda venida de Cristo, tal como se describe o profetiza respectivamente en los textos bíblicos. 

### Europa
Los clérigos de los scriptorium monacales (monjes cronistas) y episcopales (obispos cronistas) de los reinos germánicos altomedievales de Europa occidental se dedicaron a la redacción cronística; acumulándose corpus de fuentes primarias que en ocasiones se recopilaban más sistemáticamente en historias generales, como la Historia Francorum de Gregorio de Tours, la Historia Gothorum de Isidoro de Sevilla, la Historia ecclesiastica gentis Anglorum de Beda el Venerable, los Annales regni Francorum, los Annales Bertiniani, la Crónica anglosajona, los Annales Cambriae, etc.
Más tardías, ya de la Plena Edad Media, son las dos Historia Anglorum (de Enrique de Huntingdon y Mateo de París), las dos Gesta (Gesta Regum Anglorum y Gesta Pontificum Anglorum) de Guillermo de Malmesbury, la Historia Ecclesiastica de Orderic Vitalis, la Gesta Normannorum Ducum de Guillermo de Jumièges, la Historia Scholastica de Petrus Comestor, el Chronicon de Hélinand de Froidmont (fuente principal del Speculum historiale de Vincent de Beauvais), las Crónicas de Saint Denis (encargadas por San Luis, en lengua latina, con versión en lengua francesa —Grandes Chroniques de France—), la Gesta Hammaburgensis ecclesiae pontificum de Adán de Bremen, la Crónica de Tietmaro de Merseburgo, la Gesta Hunnorum et Hungarorum de Simón de Kéza, el Chronicon pontificum et imperatorum de Martinus Polonus, la Gesta Danorum de Saxo Grammaticus, la Chronicon Roskildense o la Crónica de Erik.
En Europa oriental, obras similares fueron, en lenguas eslavas, la Crónica de Néstor o la discutida Crónica del sacerdote de Duklja, en latín la Chronica Sclavorum de Helmoldo de Bosau o la Chronica Polonorum de Vincentius de Cracovia, y en griego la Chronographia de Miguel Psellos (entre otras fuentes de la historiografía bizantina). La Gesta francorum et aliorum hierosolimitanorum es una crónica de la Primera Cruzada redactada por un testigo directo, que fue reelaborada por otros cronistas posteriores (Gilberto de Nogent, Roberto de Reims y Baudri de Dol).
Los florentinos Giovanni, Matteo y Filippo Villani (Nuova Cronica) y el francés Jean Froissart (Chroniques) son los dos principales ejemplos de cronistas en la Baja Edad Media. Desde la Edad Moderna se tiende a diferenciar a los autores de historias generales y a los cronistas de acontecimientos contemporáneos, que documentan hechos y costumbres, pero en la práctica muy a menudo se los identificaba, pues ambas actividades se ejercían por los mismos escritores.

### Península ibérica
Los reinos hispano-cristianos medievales de Asturias, León y Castilla mantuvieron una tradición de crónicas, continuadoras de la visigótica asentada por San Isidoro, desde las que justificaban la Reconquista y reforzaban el poder del rey: Crónica mozárabe (de Isidoro Pacense o de Beja, 754), Crónica albeldense (o Emilianense, 881), Crónica silense (o Legionense, comienzos del siglo XII), Chronicon mundi (de Lucas de Tuy o "el Tudense", 1236), De Rebus Hispaniae (también llamada Historia gótica o Crónica del Toledano, de Rodrigo Jiménez de Rada, 1243 -se tradujo a lengua vulgar como Estoria de los godos) y las Estoria de España y Grande e General Estoria de Alfonso X el Sabio (segunda mitad del siglo XIII, en castellano), que resumió el infante Juan Manuel en Crónica abreviada. Las Crónicas de Pedro López de Ayala (Crónica del rey don Pedro, de Enrique II, de Juan I y de Enrique III) servían sobre todo para justificar los propios hechos del autor, Canciller de Castilla a finales del siglo XIV. 
En los reinos nororientales peninsulares también hubo producción cronística. En el reino de Navarra se registra el Liber regum (en romance navarro, 1194-1209), la más antigua historia general de España en lengua vernácula; las Corónicas Navarras insertadas en el Fuero General de Navarra durante la segunda mitad del siglo XII, en romance navarro; en el siglo siglo XIII el poema de Guilhem de Anelier sobre la guerra de la Navarrería; en el siglo XIV la Crónica d'Espayña (también en romance navarro), de García de Eugui, que incluye la Genealogía de los reyes de Navarra (c. 1387); pocos años después le secundan tanto la Crónica de Garci López de Roncesvalles (1404) como la Crónica de los Reyes de Navarra atribuida a la mano del Carlos de Trastámara, Príncipe de Viana (1454).
En la Corona de Aragón se conoce la Gesta comitum barchinonensium (en latín, de los monjes de Ripoll, 1162-1275), las Cuatro grandes crónicas (Llibre dels feyts —o de Jaime I, anónima—, Llibre del rei en Pere d'Aragó e dels seus antecessors passats —Bernat Desclot—, la de Ramón Muntaner y la Crònica de Pere el Cerimoniós —Bernat Descoll, Arnau de Torrelles—, todas en catalán, siglos XIII y XIV).
Fue con Juan II de Castilla cuando el de cronista real se convirtió en un oficio de corte con nombramiento oficial y salario fijado, aunque sus competencias historiográficas se simultaneaban con otras, incluso con misiones diplomáticas, siendo cargos de confianza y proximidad a los reyes; mientras que su producción se limitaba a encargos particulares y se sometía a censura. Fueron humanistas de gran altura intelectual, y su obra contribuyó de forma decisiva a la evolución de la lengua castellana. El primero fue Juan de Mena, que fue sucedido a su muerte (1456) por Alfonso de Palencia; ambos ejercían además como secretario de cartas latinas. Inicialmente hubo un solo cronista, pero con Enrique IV de Castilla hubo dos simultáneamente (se añadió Diego Enríquez del Castillo, que ejercía además como capellán), y con los Reyes Católicos hasta tres, entre los que estuvieron, en Castilla Juan de Flores, Diego de Valera (Crónica abreviada de España, llamada "la Valeriana", la primera historia de España en lengua vulgar que se dio a la imprenta, 1482), Hernando del Pulgar (Gesta Hispaniensia, sustituyó a Palencia en 1480, enfrentado a la reina por su pretensión de realizar una crónica de lo acaecido en las Cortes de Toledo de ese año sin someterse a censura), Elio Antonio de Nebrija, Lucio Marineo Sículo (De laudibus Hispaniae Libri VII, rival de Nebrija), Gonzalo de Ayora, Andrés Bernáldez (conocido como "el cura de los Palacios"), Pedro Mártir de Anglería; y en Aragón Joan Margarit ("el Gerundense", autor de Paralipomenon Hispaniae), Gonzalo García de Santa María y Pedro Miguel Carbonell (Chroniques de Espanya fins aci no diuulgades). Su salario se elevó en este reinado de 25.000 a 40.000 maravedíes (en el caso de Nebrija hasta los 80.000 maravedíes que cobró en 1509). Hasta esta época, las denominaciones utilizadas fueron variando, desde la de mero "cronista" que se registra con Alfonso X "el Sabio" hasta la de "cronista mayor" y la duplicidad de cargos como "cronista del rey" y "cronista del reino".

## Cronistas en la Edad Moderna
Florián de Ocampo (cronista de Carlos I desde 1539) y Ambrosio de Morales (cronista de Felipe II desde 1563) continuaron el corpus cronistico en la Crónica General de España. Ya en esta época, independientemente del reino por el que habían recibido el nombramiento de cronista, los textos que realizaban eran ya historias generales de la Monarquía Hispánica, de lo que son ejemplo el valenciano Pedro Antonio Béuter y el aragonés Jerónimo Zurita; aunque también hay ejemplos de lo contrario (Jerónimo de Blancas, los hermanos Lupercio Leonardo y Bartolomé de Argensola). En 1592 accedieron a un estatus similar al de cronista dos autores que habían desarrollado su obra de forma independiente: Esteban de Garibay (que solicitó y obtuvo el cargo ad honorem —es decir, sin sueldo— tras escribir Los Quarenta libros del compendio historial de las chronicas y universal historia de todos los reynos de España) y Juan de Mariana (que comenzó a publicar su Historiae de rebus Hispaniae Libri XXX, y al que se solicitó su traducción castellana —Historia general de España, 1601—). 
En el reinado de Felipe III la actividad como cronista de Pedro de Valencia (1607) incluyó, entre otras cuestiones, informes sobre escándalos de la época (los Plomos del Sacromonte y las brujas de Zugarramurdi); en Aragón, fue cronista mayor en la época Bartolomé Leonardo de Argensola. Cuando en 1621 Felipe IV convocó públicamente una plaza vacante para el cargo, se presentaron casi veinte aspirantes. Posteriormente lo ocuparon José Pellicer y Virgilio Malvezzi. Olivares llegó a formar en ocasiones especiales juntas de cronistas (1635 —Francisco de Calatayud, Alonso Guillén de la Carrera, Jusepe de Nápoles—, que actuó contra el Manifiesto de Richelieu y su cabinet d'histoire —François de La Mothe Le Vayer—, y 1640 —Adam de la Parra, Francisco de Rioja y Pellicer—, en respuesta a la Proclamación católica de Gaspar Sala que justificaba la rebelión catalana). En 1654 las Cortes de Navarra eligen por primera vez, de forma oficial, a un cronista del Reino, José de Moret Mendi, que dará inicio a la serie de Anales del Reino de Navarraal que seguirán Francisco de Alesón (1687) y Joaquín Elizondo. La profesionalización del oficio de cronista queda clara en una reflexión de Luis Salazar y Castro (cronista de Carlos II, 1688) para quien, a diferencia de él, otros escribían historia "por inclinación... por gusto".
Por la misma época, el resto de las entidades políticas europeas (no solo Estados, sino ciudades y circunscripciones civiles o eclesiásticas) procuraron la redacción de historias oficiales a cargo de cronistas. El reino de Francia disponía desde el siglo XV de dos cargos diferentes: el historiographe de France y el historiographe du roi, aunque los más importante son de siglos posteriores (Bernard Girard du Haillan, Histoire générale des rois de France, 1576 —traducción del De rebus gestis Francorum de Paolo Emilio, 1516-1539—, Charles Sorel, Advertissement sur l'histoire de la monarchie française, 1638). El reino de Inglaterra, cuya tradición cronística se remonta a los siglos medievales, no tuvo cronista oficial hasta 1608 (William Camden), pero no hubo designación parlamentaria de historiographer royal hasta 1661 (James Howell). En el reino de Suecia cumplió una función similar Johannes Magnus (Historia de omnibus Gothorum Sueborumque regibus, 1554). En el ducado de Baviera, Johannes Aventinus (Annalium Boiorum, 1522-1544). En el monasterio franciscano de Donegal se compilaron por "los cuatro maestros" (Mícheál Ó Cléirigh, Peregrine O'Clery, Fergus O'Mulconry y Peregrine O'Duignan) los Annala Rioghachta Éireann ("anales del reino de Irlanda", 1632-1636).
Con Felipe V de España el cargo de cronista se extingue al crearse la Real Academia de la Historia, que pasa a tener sus funciones (1738). Fue especialmente con Pedro Rodríguez de Campomanes cuando esta identificación de funciones quedó más evidente, proponiéndose distintas iniciativas que no se materializaron (una de ellas, una lista de falsos cronicones —1773—), y realizando múltiples informes para el Consejo de Castilla, siendo la parte más notable de su actividad la censura de libros (entre 1769 y 1792 más de ochocientos, no todos de género histórico), con el explícito propósito de "ajustar la historia a los intereses políticos de la nación y derechos de la Corona".

## Cronistas de Indias
Después de la llegada a América por parte de los europeos, se conocieron los relatos de los llamados cronistas de Indias, que informaban sobre la geografía y el modo de vida de los indígenas latinoamericanos, desde las relaciones del mismo Cristóbal Colón, su hijo Hernando, la famosa carta de Américo Vespucio y muchos otros descubridores y conquistadores como Hernán Cortés. El carácter justificativo de esa producción es claro. La aportación en sentido contrario de Bartolomé de las Casas (Brevísima relación de la destrucción de las Indias) fue tan trascendental que dio origen a la Junta de Valladolid, en que le dio réplica Juan Ginés de Sepúlveda; e incluso a la llamada Leyenda negra al divulgarse por toda Europa como propaganda antiespañola. La visión de los indígenas que fueron finalmente vencidos (no así de los que se aliaron con los conquistadores por diferentes motivos), quienes vieron su cultura material saqueada y destruida, fue posible por algunos casos excepcionales, como el del inca Felipe Guamán Poma de Ayala (Primer nueva corónica y buen gobierno, ca. 1615).
Oficialmente el cargo de cronista mayor de Indias se inicia con la documentación reunida por Pedro Mártir de Anglería que se pasa en 1526 a Fray Antonio de Guevara, cronista de Castilla; y con Juan López de Velasco que hace lo propio con los papeles del cosmógrafo mayor Alonso de Santa Cruz, a los que suma el cargo de cronista. Antonio de Herrera es nombrado cronista mayor de Indias en 1596, y publica entre 1601 y 1615 la Historia general de los hechos de los castellanos en las islas y Tierra Firme del mar Océano, conocida como Décadas. Antonio de León Pinelo (nacido en Lima, que había recopilado las leyes de Indias), Antonio de Solís y Pedro Fernández del Pulgar cubrieron el cargo durante el siglo XVII. En el siglo XVIII la institución confluye con la creación de la Real Academia de la Historia y el Archivo General de Indias, destacando la figura de Juan Bautista Muñoz (Historia del Nuevo Mundo, que no completó).
Muchos cronistas de Indias se centraron en zonas geográficas específicas, haciendo crónicas regionales de reinos de América.
Algunos cronistas destacados de la América española fueron: Bernal Díaz del Castillo, Fernando de Alva Ixtlilxóchitl, Inca Garcilaso de la Vega, Pedro Cieza de León, Hernán Cortés, López de Gómara, Gonzalo Fernández de Oviedo, Diego Durán, Francisco Ximénez, Fray Toribio de Benavente, Fray Bernardino de Sahagún, Francisco Vázquez, Gil González Dávila, Fray Francisco Vásquez, entre otros.

## Uso posterior del término
El término cronista comenzó a utilizarse más a menudo para designar al autor de relatos contemporáneos. A la par que se desarrolló la historia como ciencia, y con un objetivo que es a la vez narrar y explicar el pasado, el cronista pasó a ser el simple relator de hechos desnudos, recopilador de fuentes o escritor costumbrista, sobre todo cuando se utiliza su función de cronista local (para el Madrid del Romanticismo, Ramón de Mesonero Romanos).
A finales del siglo XIX, con el desarrollo del periodismo popular, el de cronista se convirtió en un oficio con pautas cada vez más claras y específicas. En los diarios modernos, es el que va en busca de las noticias y las redacta sin aditamentos como pudieran ser las opiniones, análisis, párrafos valorativos, que deben estar ausentes de las crónicas. Los diarios estadounidenses, especialmente, fijaron normas para su redacción. La concisión y precisión del relato fueron desde entonces requerimientos básicos para la tarea del cronista. De acuerdo con los manuales de redacción de los primeros grandes diarios americanos y europeos, el cronista debe exponer en el primer párrafo qué ocurrió, cuándo ocurrió, dónde ocurrió, cómo ocurrió, y, si es posible hacerlo de forma inmediata y sin incluir reflexión u opinión, por qué ocurrió. El resto de la crónica será una ampliación del breve relato inicial, en orden decreciente de importancia. Los cronistas aportan el material básico de los periódicos, pero no son por eso los periodistas menos calificados. El trabajo del cronista es altamente valorado por la capacidad de captación de lo más importante o novedoso en un suceso y de los detalles que resulten significativos o emocionalmente impactantes (el interés humano).